# ГЕС Соніко
ГЕС Соніко (італ. Sonico) — гідроелектростанція на півночі Італії. Знаходячись перед ГЕС Cedegolo, становить верхній ступінь у каскаді на річці Ольо (ліва притока По, яка належить до басейну Адріатичного моря).
Забір води для роботи станції Соніко здійснюється невдовзі після злиття її витоків — Нарканелло (дренує північний схил Адамелло-Пресанелла Альп) та Фриджидольфо (розділяє Ортлерські Альпи та гірський хребет Собретта-Гавіа). Невелика гребля утримує водосховище об'ємом 90 тис. м3 та відводить воду до дериваційного тунелю (на окремих ділянках каналу), прокладеного через гірський масив лівобережжя Ольо (згадані вище Адамелло-Пресанелла Альпи). На своєму шляху тунель довжиною 12,5 км отримує додатковий ресурс із приток Ольо Vallaro, Val Grande, Val Paghera, Val Finale та Val Moriana, при цьому долина Val Grande перетинається за допомогою сифону. Після верхнього балансуючого резервуару об'ємом 20 тис. м3 вода подається у напірний водогін довжиною 0,85 км та діаметром від 1,7 до 1,3 метра.
Машинний зал обладнаний двома турбінами типу Пелтон потужністю по 30 МВт, які забезпечують виробництво 149 млн кВт·год електроенергії на рік.
Відпрацьована вода подається до дериваційного тунелю, що веде на другий ступінь каскаду ГЕС Cimego (з останньої здійснюється дистанційне управління роботою ГЕС Соніко).